# 龙珠岛 (钓鱼岛及其附属岛屿)
龙珠岛是钓鱼岛及其附属岛屿中的一个小岛，位于南小岛东南侧，坐标为25°43.3′N 123°33.3′E。2012年3月3日，中华人民共和国国家海洋局、民政部公布其标准名称。
龙珠岛是南小岛东部的延伸岛屿之一，面积很小，在拇指峰脚下、南小岛主岛和飞龙岛之间，金龙岛之北。

## 外部連結
- 中華民國內政部釣魚臺列嶼簡介（繁體中文）
- ウオッちず 地図閲覧サービス（試験公開）（页面存档备份，存于）（日本国土地理院の地形図）（日語）